# David Romano
David Romano Ventura (Estambul, 1925 - Barcelona, 2 de octubre de 2001) fue un historiador y hebraísta español.

## Biografía
De familia sefardita, de niño estuvo en Italia y Francia y finalmente, con su familia, se estableció en Barcelona. Estudió lenguas semíticas en la Universidad de Barcelona, donde tuvo como profesores a Josep Maria Millàs Vallicrosa, Joan Vernet y Alejandro Díez Macho. Se licenció en 1949 con premio extraordinario, y en 1951 se doctoró con la tesis Aportaciones al estudio de la organización administrativa de la Corona de Aragón en el siglo XIII (La familia Ravaya y su labor como tesoreros y bailes), con la que ganó el Premio Menéndez y Pelayo del Consejo Superior de Investigaciones Científicas (CSIC).
De 1953 a 1957 fue secretario de redacción del Índice Histórico Español, con Jaume Vicens Vives, en 1958 editó el tratado de astrología, Llibre de les nativitats, de Bartomeu de Tresbéns, con Joan Vernet y la introducción a la edición del Atlas Catalán de 1375. Desde 1949 fue profesor de la Universidad de Barcelona y a partir 1954 impartió clases de lengua árabe, historia del antiguo Israel e historia y literatura de los judíos medievales, sobre todo en la Corona de Aragón. Colaborador del CSIC desde 1950, en los años 1970 y 1980 fue vocal de la Institución Milá y Fontanals del CSIC. De 1962 a 1966 también fue catedrático de instituto hasta que obtuvo la cátedra de lengua y literatura italianas en la universidad.
Sus estudios versaron especialmente sobre los judíos en la Corona de Aragón y la presencia e influencia de la literatura italiana del Renacimiento en Cataluña, sobre todo las obras de Petrarca y Bocaccio.
En 1970 fue elegido académico de la Real Academia de las Buenas Letras de Barcelona, en 1984, académico correspondiente de la Real Academia de la Historia y en 1986 la Universidad de Sassari le nombró doctor honoris causa.

## Obras
- Elementos y técnica del trabajo científico (1973)
- Antología del Talmud (1975)
- Judíos al servicio de Pedro el Grande de Aragón 1276-1285 (Barcelona: CSIC 1983)
- De historia judía hispánica (1991)
- La ciencia hispanojudía (1992)